# Live at the Showbox
Live at the Showbox es el tercer DVD del grupo Pearl Jam, y el primero grabado de un concierto completo.

## Reseña
El concierto fue grabado el 6 de diciembre de 2002 en el Showbox de Seattle. Este concierto fue el segundo de una serie de cuatro que ofrecieron en el lugar como apoyo para su gira del álbum Riot Act. El DVD sólo puede ser conseguido a través de su página web oficial.

## Lista de canciones
1. "Elderly Woman Behind the Counter in a Small Town"
2. "Off He Goes"
3. "Thumbing My Way"
4. "Thin Air"
5. "Breakerfall"
6. "Green Disease"
7. "Corduroy"
8. "Save You"
9. "Ghost"
10. "Cropduster"
11. "I Am Mine"
12. "Love Boat Captain"
13. "Gods' Dice"
14. "1/2 Full"
15. "Daughter"/"War"
16. "You Are"
17. "Rearviewmirror"
18. "Bu$hleaguer"
19. "Insignificance"
20. "Better Man"
21. "Do the Evolution"
22. "Yellow Ledbetter"
23. "Soon Forget"
24. "Don't Believe In Christmas"

## Créditos
- Mike McCready – Guitarra
- Matt Cameron – Batería
- Eddie Vedder – Voz, Guitarra
- Stone Gossard – Guitarra
- Jeff Ament – Bajo
- Boom Gaspar – Órgano Hammond B3, Fender Rhodes
- Filmado por Liz Burns, Steve Gordon, Kevin Shuss
- Edición - Steve Gordon
- Mezcla - Brett Eliason
- Grabación - John Burton
- Masterizado por Ed Brooks en el RFI CD Mastering
- Diseño de portada e interiores por Brad Klausen

- Datos: Q930946